# Onechanbara Z: Kagura
Onechanbara Z: Kagura (お姉チャンバラZ ~カグラ~?) è un videogioco della serie Onechanbara uscito nel 2012 per Xbox 360. Nel 2013 è stata distribuita la versione per PlayStation 3 del gioco con il titolo Onechanbara Z: Kagura - With NoNoNo! (お姉チャンバラZ ～カグラ～ With NoNoNo!?). La versione per PS3 comprende il personaggio giocabile di NoNoNo (proveniente da Dream Club Zero), che può essere sbloccata durante il gioco o acquistata per 290 yen.
Nel gioco vengono introdotte due nuove protagoniste, le sorelle Kagura e Saaya, appartenenti al clan Vampiric e quindi rivali di Aya e Saki, appartenenti invece al clan Baneful Blood. 
Il sequel del gioco, Onechanbara Z2: Chaos, è stato distribuito in esclusiva per PlayStation 4 nel 2014.

## Trama
Le sorelle Kagura e Saaya, appartenenti al clan Vampiric, vengono incaricate da Queen Carmilla di assassinare Aya e Saki del clan Baneful Blood, accusate di essere le responsabili dell'emergenza degli zombi. Tuttavia le due sorelle verranno ben presto a scoprire di essere state ingannate da Carmilla e dei suoi malvagi piani.